# Nikoloz Gagnidze
Nikoloz Gagnidze (gruz. ნიკო გაგნიძე; ur. 3 października 1986) – gruziński zapaśnik walczący w stylu wolnym. Zajął 28 miejsce na mistrzostwach świata w 2009. Szósty w Pucharze Świata w 2009. Trzeci na MŚ kadetów w 2005 roku.